# Cabrero (Cáceres)
Cabrero este un oraș din Spania, situat în provincia Cáceres din comunitatea autonomă Extremadura. Are o populație de 356 de locuitori.
1. ↑  Nomenclátor Geográfico de Municipios y Entidades de Población (20240402 edition)